# Stariță

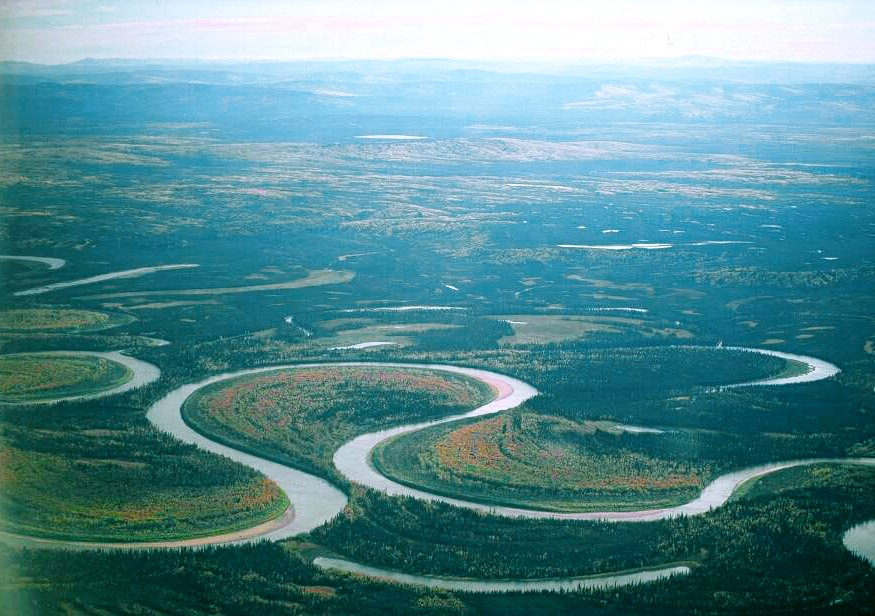
Această imagine a râului Nowitna din Alaska înfățișează două starițe - una scurtă în partea de jos a imaginii și una mai lungă și mai curbată la dreapta mijloc. Imaginea mai arată încă o stariță în devenire: istmul sau malul din centrul celui mai proeminent meandru este foarte îngust – mult mai îngust decât lățimea râului; în cele din urmă, cele două secțiuni de râu de pe ambele părți ale unui asemenea istm tind să-l spargă și să creeze un curs nou, mai drept; un nou mal începe apoi să se acumuleze, astupând meandrul și creând o altă stariță.

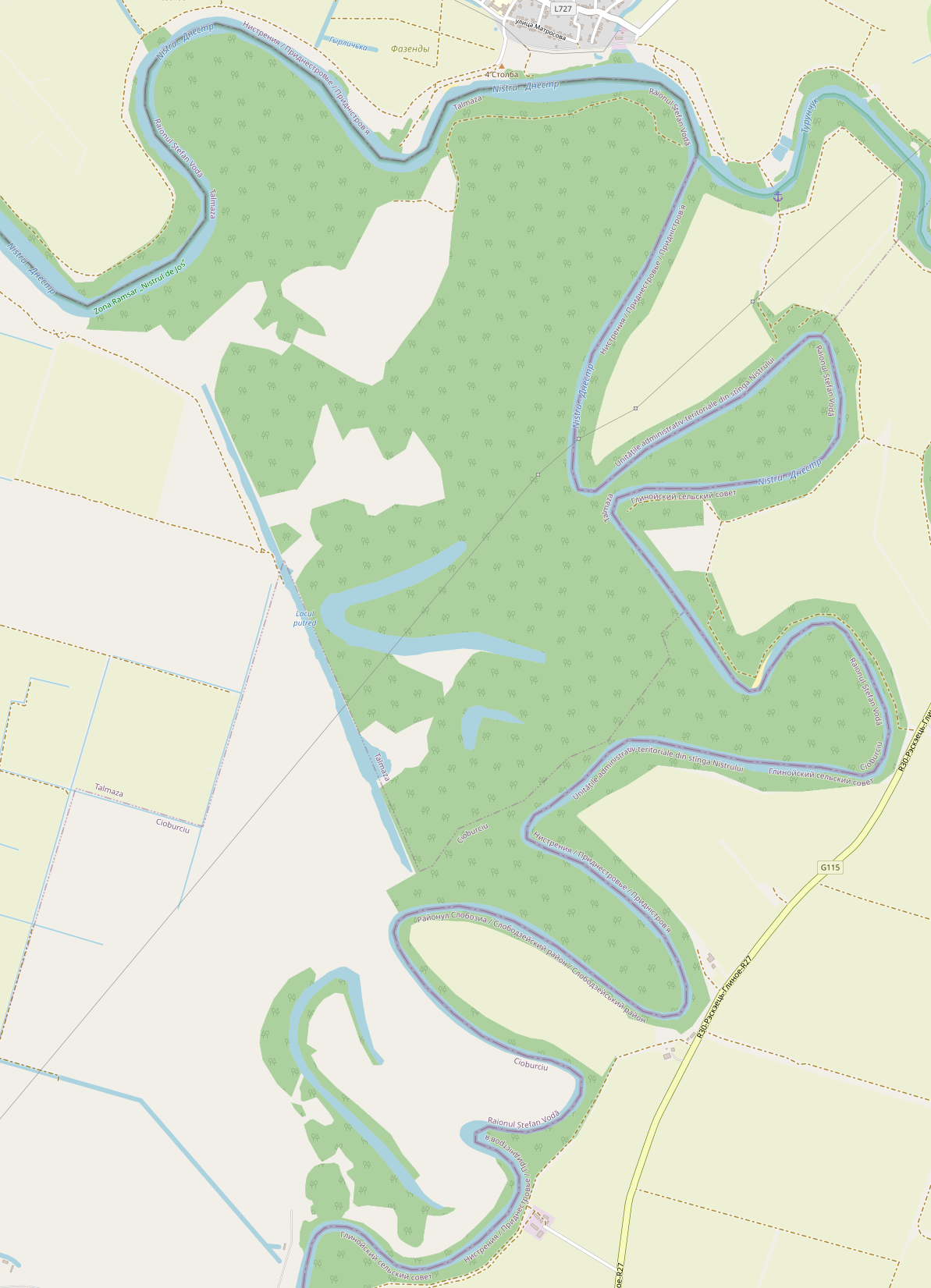
Starițele Nistrului lângă Talmaza, Republica Moldova

O stariță este un lac în formă de U care se formează atunci când un râu își alege un curs mai drept, izolând prin înnămolire un fost meandru, care devine un corp de apă de sine stătător.

## Geologie
O stariță se formează atunci când un râu șerpuitor sparge istmul la baza unuia dintre meandrele sale. Acest lucru are loc deoarece meandrele tind să crească și să devină tot mai curbate în timp. Râul urmează apoi un curs mai scurt care ocolește meandrul. Intrările în meandrul abandonat se înnămolesc în cele din urmă, formând o stariță. Deoarece starițele sunt lacuri cu apă liniștită, fără curent care să curgă prin ele, întregul lac se înnămolește treptat, devenind o mlaștină și apoi evaporându-se complet.